# Sarah Mlynowski
Sarah Mlynowski, née le 4 janvier 1977 à Montréal, au Canada, est une romancière spécialisée dans le roman d'amour et dans la littérature d'enfance et de jeunesse.

## Biographie
Elle fait des études en littérature anglaise à l'Université McGill de Montréal. Elle déménage ensuite à Toronto et travaille chez l'éditeur Harlequin Enterprises. 
À 22 ans, elle publie son premier roman d'amour, City Girl (Milkrun, 2001) qui connaît un grand succès.
Mariée, elle vit à New York (États-Unis) avec son mari Todd et sa fille Chloé. 
Sa mère est la romancière romantique Elissa Ambrose.

## Œuvre

### Romans
- Milkrun (2001) Publié en français sous le titre City Girl, Paris, Harlequin, coll. « Red Dress Ink » no 1, 2003
- Fishbowl (2002) Publié en français sous le titre Trois filles en folie, Paris, Harlequin, coll. « Red Dress Ink » no 5, 2003
- As Seen on TV (2003) Publié en français sous le titre Télémania, Paris, Harlequin, coll. « Red Dress Ink » no 12, 2004
- Monkey Business (2004) Publié en français sous le titre Hommes, femmes mode d'emploi, Paris, Harlequin, coll. « Red Dress Ink » no 28, 2005
- Me vs. Me (2006) Publié en français sous le titre Moi et moi vice versa, Paris, Harlequin, coll. « Red Dress Ink » no 46, 2007
- How to Be Bad (2008), en collaboration avec E. Lockhart et Lauren Myracle

### Littérature d'enfance et de jeunesse

#### SérieRachel W.
1. Bras & Broomsticks (2005) Publié en français sous le titre Sortilèges et Sacs à main, Paris, Albin Michel, coll. « Wiz », 2005 ; réédition, Paris, Le Livre de poche coll. « Jeunesse » no 1350, 2008
2. Frogs & French Kisses (2006) Publié en français sous le titre Crapauds et Roméos, Paris, Albin Michel, coll. « Wiz », 2006 ; réédition, Paris, Le Livre de poche coll. « Jeunesse » no 1393, 2009
3. Spells & Sleeping Bags (2007) Publié en français sous le titre Tout sur moi !, Paris, Le Livre de poche coll. « Jeunesse » no 1466, 2010
4. Parties & Potions (2008) Publié en français sous le titre Deux sorcières pour un garçon, Paris, Albin Michel, coll. « Wiz », 2009

#### SérieWhatever After
1. Fairest of All (2012)
2. If the Shoe Fits (2013)
3. Sink or Swim (2013)
4. Dream On (2013)
5. Bad Hair Day (2014)
6. Cold As Ice (2014)
7. Beauty Queen (2015)
8. Once Upon a Frog (2015)

#### Autre roman de littérature jeunesse
- Ten Things We Did (and Probably Shouldn't Have) (2011)
- Gimme a Call (2010) Publié en français sous le titre Parle-moi !, Paris, Albin Michel, coll. « Wiz », 2012
- Don't Even Think About It (2014) Publié en français sous le titre N'y pense même pas !, Paris, Albin Michel, coll. « Wiz », 2015
- Upside-Down Magic (2015)

### Courts romans (novellas)
- Know It All (2010)
- A Nice Fling is Hard to Find (2012)
- A Little Bit Broken (2012)
- Cruisin' (2012)
- Party Girls (2014)
- The Two-Month Itch (2014)

### Recueils de nouvelles
- Girls' Night in (2000), recueil collectif
- American Girls About Town (2004), recueil collectif
- Fireworks: Four Summer Stories (2007), recueil collectif
- Vacations from Hell (2009), recueil collectif